# Copidognathus kagamili
Copidognathus kagamili is een mijtensoort uit de familie van de Halacaridae. De wetenschappelijke naam van de soort is voor het eerst geldig gepubliceerd in 1950 door Newell.